# Краснухин, Александр Михайлович
Алекса́ндр Миха́йлович Красну́хин (1908—1982) — майор Советской Армии, участник Великой Отечественной войны, Герой Советского Союза (1942).

## Биография
Александр Краснухин родился 5 июля 1908 года в деревне Кривицы (ныне — Муромский район Владимирской области). После окончания сельской школы работал пастухом. Позднее окончил профтехшколу в Муроме по специальности ткача, работал на фабрике «Красный луч», одновременно с работой окончил семилетнюю школу. В 1932 году окончил два курса техникума при Ивановском меланжевом комбинате. В мае 1932 года Краснухин был призван на службу в Рабоче-крестьянскую Красную Армию. В 1933 году он окончил Ленинградскую военную авиационно-теоретическую школу, в 1934 году — Ейскую военно-морскую авиационную школу лётчиков. С августа 1941 года — на фронтах Великой Отечественной войны.
К октябрю 1942 года гвардии майор Александр Краснухин командовал звеном 2-го гвардейского авиаполка 3-й авиадивизии АДД СССР. К тому времени он совершил 125 боевых вылетов на бомбардировку скоплений боевой техники и живой силы противника, его важных объектов в глубоком тылу, нанеся ему большие потери.
Указом Президиума Верховного Совета СССР «О присвоении звания Героя Советского Союза начальствующему составу авиации дальнего действия Красной Армии» от 31 декабря 1942 года за «образцовое выполнение боевых заданий командования на фронте борьбы с немецкими захватчиками и проявленными при этом отвагу и геройство» был удостоен высокого звания Героя Советского Союза с вручением ордена Ленина и медали «Золотая Звезда» за номером 786.
Всего же за время войны Краснухин совершил 248 боевых вылетов. В 1946 году он был уволен в запас. Проживал в Москве, работал в отделе кадров Главного управления Гражданского воздушного флота. 

Могила Краснухина на Кунцевском кладбище.

Умер 23 января 1982 года, похоронен на Кунцевском кладбище Москвы.
Был также награждён двумя орденами Красного Знамени, орденами Трудового Красного Знамени, Александра Невского, Отечественной войны 1-й степени, «Знак Почёта», рядом медалей.